# Zawzięci
Zawzięci (mac. Тврдоглави) – powieść Slavko Janevskiego, opublikowana w 1969 r.
Powieść na język polski przełożyła Halina Kalita. Powieść ukazała się w 1981 r. nakładem wydawnictwa Czytelnik i była poprzedzona przedmową Krzysztofa Wrocławskiego.
Akcja powieści rozpoczyna się w 1835 r. we wsi Kukulino, gdzieś na bałkańskiej prowincji. Ali-beg, właściciel jedynego młyna w okolicy podniósł opłatę za usługi młynarskie, zakazując jednocześnie mieszkańcom wsi budowania prywatnych młynów. Wieśniacy zbuntowali się jednak i postanowili sprowadzić z daleka kamienie młyńskie i założyć własne młyny, by nie płacić zawyżonych cen za korzystanie z młyna Ali-bega. W drogę do Lesnowa, gdzie zamówiono nowe kamienie młyńskie, wyruszają 43 osoby z własnymi zaprzęgami, jednak z upływem czasu okazuje się, iż całą wyprawę prześladuje pech: zaczynają ginąć ludzie, członkowie wyprawy mają wrażenie, że ktoś ich śledzi, nie sprzyjają im warunki atmosferyczne, przyroda oraz oddziały tureckie.
Jak pisze Marian Jakóbiec, Zawzięci tylko z pozoru jest powieścią historyczną, opowiadaną z punktu widzenia prostego człowieka z ludu, ponieważ dylematy filozoficzno-moralne, zawarte w jego opowiadaniu, mają wymiar ogólnonarodowy, określają charakter mieszkańców tego jeszcze w XIX wieku przez Boga i ludzi zapomnianego kraju, ich mrówczą pracowitość, podporządkowanie tego, co robią celom nadrzędnym. W odróżnieniu od poprzednich powieści Janevskiego, Zawzięci mają wyraźnie zarysowaną fabułę. Wykorzystane zostały w utworze rozwiązania fabularne, które mogą nasuwać skojarzenia ze schematami typowymi dla westernu, choć akcja utworu rozgrywa się na obszarze Półwyspu Bałkańskiego.